# Ломна (Малопольське воєводство)
Ломна (пол. Łomna) — село в Польщі, у гміні Новий Вісьнич Бохенського повіту Малопольського воєводства.
Населення — 503 особи (2011).
У 1975-1998 роках село належало до Тарновського воєводства.

## Демографія
Демографічна структура станом на 31 березня 2011 року:
|          | Загалом | Допрацездатний вік | Працездатний вік | Постпрацездатний вік |
| -------- | ------- | ------------------ | ---------------- | -------------------- |
| Чоловіки | 250     | 55                 | 171              | 24                   |
| Жінки    | 253     | 60                 | 144              | 49                   |
| Разом    | 503     | 115                | 315              | 73                   |